# Kinnacana clara
Kinnacana clara är en insektsart som beskrevs av Adolf Remane 1985. Kinnacana clara ingår i släktet Kinnacana och familjen Kinnaridae.
Artens utbredningsområde är Spanien. Inga underarter finns listade i Catalogue of Life.